# Pesti Gábor
Pesti (Mizsér) Gábor, Pesthy Mizsér Gábor (Pest, ? – ? , 1542 és 1550 között) magyar meseíró, szótárszerző és bibliafordító. A magyar nyelvű irodalom művelésének első, Erasmus programjának öntudatos hirdetője.

## Életpályája
Patrícius családból született. A humanizmussal Budán ismerkedett meg; lemásolta Janus Pannonius verseit. Papnak készült. Bécsben Singreniusnál adta ki 1536-ban a négy evangélium fordítását, valamint Aiszóposz meséit; ugyanitt jelent meg 1538-ban hatnyelvű szótára, a Nomenclatura sex linguarum, Latinae, Italicae, Gallicae, Bohemicae, Hungaricae et Germanicae.
Mint maga említi a «Mysser nemzetből való» volt, mely név a csallóközi Misér községet juttatja eszünkbe s talán egynek vehető a Mysel nemzetség nevével, melynek több tagja egy 1408-ban íródott oklevélben a somogyvármegyei vasadi nemesek között szerepel. Mikor költözött a család Pestre, nem tudjuk, de már 1503-ban a pesti esküdt polgárok között előfordul Miztér Mihály neve; itt született Pesti Gábor is, itt élt anyja és Margit nevű testvére, a ki Tornai Jánoshoz ment férjhez. Születési évét adatok hiányában nem lehet meghatározni, de 1510-nél előbbi időre már a miatt sem lehet tenni, mivel 1538-ban megjelent Nomenclaturáját ifjúkori művének mondja.
1536-ban még a theológiai tanfolyamot hallgathatta és pedig valószínűleg a bécsi egyetemen; nevét ugyan az egyetemi hallgatók közt nem találjuk, de Brassicanusnak az 1. számú mű előtt álló üdvözlő verseiből, melynek feliratában tanítványának nevezi, következtethetjük ezt. Irodalmi munkássága alatt folyvást Bécsben tartózkodott, legalább fennmaradt három művének ajánlását ott írta. Egy levele szerint 1538-ban már megérlelődött benne az elhatározás, hogy nem lép a papi pályára, melyre készült és a melyre anyja is szánta; egy másik, ugyancsak 1538. évben kelt levelében Ujlaki Ferencz győri püspök pártfogását sürgeti, hihetőleg valami állás elnyerése végett, még mielőtt Bécset elhagyná, de ennek, úgy látszik, nem volt meg a kívánt sikere. Ez adatok világosan mutatják, hogy Pesti nem egy személy azzal a hasonló nevű kortársával, a ki gyulafejérvári kanonok és ugocsai főesperes volt, és a kivel Bod Péter és utána számos irodalomtörténetírónk összetévesztette.
A későbbi évekből még csak egy reá vonatkozó adat ismeretes: 1542-ben Izabella királyné megbízásából Czéczey Lénárt kassai kapitánytól három ládát vett át elszállítás végett, a melynek átvételéről adott elismervényén aulae reginalis maiestatis femiliaris-nak írta alá magát. Felekezeti álláspontjára vonatkozólag, őt is csak úgy, mint Komjáti Benedeket hol egyik, hol másik felekezet vallotta magáénak; egyszer a katholikus, másszor a protestáns bibliafordítók közé sorolták; ezután erasmistáknak kell őket tekinteni. Mindkettő Rotterdami Erasmusnak volt lelkes követője, az ő bibliafordítását követik, nem csatlakoznak a reformatióhoz, mert jobban megfelel gondolkozásmódjuknak az Erasmus mérsékelt álláspontja. Pestinél ezt bizonyítja az is, hogy a három tudós (Brassicanus, Fábri Ulrich és Lazius Farkas), kik Újtestamentoma elé üdvözlőverset írtak, szintén Erasmus irányát követte s a papi pályától való idegenkedése is ebből fejthető meg.

## Munkássága

### Az Újtestamentum-fordítása
Első kiadott munkája, az Uj Testamentum (Bécs 1538), valójában csak a négy evangéliumot tartalmazta. Fordításához Erasmus kiadását használta, de a korábbi magyar szentírás-fordításokból (Müncheni-, Jordánszky-kódex.) is merített. Szövege az erazmusi értelmezést sugározza, erazmista voltát nyíltan hangoztatta, s idézte azt az óhaját, hogy a szentírás "bárcsak minden nyelvre le lenne fordítva, hogy necsak a skótok és írek, hanem a törökök és szaracénok is olvashassák és megismerhessék".
Pesti tudatában volt annak, hogy munkájával a kereszténység eszméit szolgálja, s ezzel egyúttal a magyar irodalmat is műveli. Felfedezte a magyar nyelv némely egyéni sajátságát, amelyek a mondanivaló fegyelmezett, tömör, de amellett választékos és árnyalt kifejezésére adnak lehetőséget, tehát elvezették őt a tudatos stilizálás bizonyos fokára. Újszövetség-fordításában kevesebb az idegenszerűség, nyelve közelebb áll az élőbeszédhez, magyarosabb, mint későbbi bibliafordításainké általában.

### Ezopus-fordítása
Nemzeti irodalmi és nyelvművelő feladatát az ezópusi mesék fordításának latin előszavában fejtette ki.
Amikor azt látom, hogy majd minden ember, a földkerekség majd minden nemzete a fordítások csodálatos sokaságával bővelkedik, s szerte a világon ezen serénykedik, azért, hogy hazája dicsőségét valamicskével mindig öregbítse, és hogy övéinek mind nyelvét, mind szellemét ezzel finomítsa és gazdagítsa; miért ne szabadna akkor nekem is – kérdem én – az enyéimnek a nyelvét és szellemét a régi bölcsek tudományával erőim szerint csinosítanom és a hazáért, amelynek egyszer s mindenkorra adósai vagyunk, fáradoznom.
A régi nemesi nemzeti jelszóban új elem, hogy a magyar nemesi haza és nemzet irodalmának már a nyelve is öntudatosan magyar, s ennek tudatos fejlesztése nemzeti kötelesség.
A mesék fordítása az első nyomtatott, magyar nyelvű szépirodalmi termék. A művet Pesti egyrészt az olvasók gyönyörködtetésére szánta, de - Erasmus nyomán - az erkölcsi nevelés szempontjából is ajánlotta.
1536-ban, Bécsben, Singrenius nyomdájában megjelent Esopus fabulái című könyve az első magyar nyelvű meséskönyv. Kötete 185 Aiszóposznak tulajdonított mesét tartalmaz. A rövid lélegzetű meséket híven, takarékos egyszerűséggel, általában szép magyarsággal fordította. A történeteket nem bővítette, színezte, mint később Heltai Gáspár, de stílusával, előadásával határozottan esztétikai hatásra törekedett. E szándéka első "műfordítónkká," a magyar széppróza első tudatos mesterévé avatta.
A fabulák tanulságát többnyire háromsoros versekben foglalta össze. E versek mintha a latin alkalmi költészetben olyannyira divatos epigrammákra emlékeztetnének, olykor a mesétől függetlenül, önállóan is találó kifejezői egy-egy erkölcsi igazságnak, humanista eszmének. Formailag amolyan "magyaros" epigrammák, minthogy nem klasszikus versmértékre készültek, hanem eléggé változatos ütemes sorfajokra szabva.
Bognár Péter szerint "Pesti Gábor az első magyar nyelven alkotó humanista költő, aki az Aesopus-fordítás tanulságaiban a magyar nyelvű epigrammaköltészet formakultúrájának megteremtésére tesz kísérletet. ... Megoldása kettős mintát követ. A sorok rímes-ritmikus hexameterek
(ezzel magyarázható a kötetlen szótagszám és az olykor megfigyelhető belső rím), a versegész viszont német mintájú hármas rím."

### Szótára
Pesti utolsó munkája hatnyelvű szótára, mely szintén a magyar nyelvűség ápolásának programjához tartozott. Többnyelvű szótár magyar értelmezéssel néhány évvel korábban jelent meg először. Pesti szótára sem önálló munka, ő egy 1531-ben Nürnbergben kiadott latin–olasz–francia–cseh–német szótárt látott el magyar szavakkal. A század folyamán még négy kiadást ért meg. Főként német és cseh iskolákban használták, nálunk kevésbé terjedt el, mert szókincse nem a hazai igényekhez alkalmazkodott.

## Munkái
- Novum Testamentum seu quattuor evangeliorum volumina lingue Hungarica donata, Gabrielle Pannonio Pesthino Interprete. Wij Testamentum magijar nijelven. Cum gratia et priuilegio Romanae Regiae Maiestatis ad quinquennium. 1536. 8rét 243 lev. (számos fametszettel) Viennae (P. latin előbeszédével és latin üdvözlő versekkel. Az MTA kiadta Budapesten 1896-ban Szilády Áron felügyelete alatt, az eredetit lapról-lapra s betűről-betűre híven utánzó kiadásban; egyszersmind híven reprodukálja az eredetinek díszes czímlapját, a szövegben előforduló képeket, initiálékat sat. Szilády a munka végén «Jegyzetek» cz. alatt közli az író életrajzára vonatkozó eddig földeríthető adatokat. Ism. Kath. Szemle és Prot. Szemle 1896.)
  - Novum Testamentum seu quattuor evangeliorum volumina lingua Hungarica donata, Gabriele Pannonio Pesthino interprete; tan. Hubert Ildikó, facimile szöveggond. Kőszeghy Péter; hasonmás kiad.; Balassi, Bp., 2002 (Bibliotheca Hungarica antiqua)
- Aesopi Phrygis fabulae, G. P. Pesthino interferete. Esopus. fabulay, mellyeket mostan wyionnan magyar nyelvre fordítot… Horatius in arte poetica. Nec verbum uerbo curabis reddere fidus Interpres. Plinius libro 36. Capi. 12. Aesopus fabularum Philosophus. Viennae… Mense Augusto M. D. XXXVI. (Egy példányát gróf Apponyi Sándor 450 forinton vásárolta meg Rosenberg budapesti antiquariustól. Újra kiadta Toldy Ferencz: Magyar prózaírók a XVI. és XVII. században. I. kötet. Régi magyar mesék. Pest, 1858. 1–248. l.)
- Nomenclatura Sex Linguarum. Latinae, Italicae, Gallicae, Bohemicae, Hungaricae et Germanicae, Lingua autem Hungarica nouiter accessit, cum Latinarum dictionum plurimarum, quae prius deprauatae fuerant restitutione… Viennae, 1538 (Újabb kiadásai: Bécs, 1550., 1561., 1568. E munkáját az 1531. Nürnbergben megjelent Vocabularius utilissimus quinque linguarum cz. szótár után készítette, hatodikul hozzáadva a magyart; a szavak 64 tárgyi csoportba vannak osztva.)
  - Nomenclatura sex linguarum, Latinae, Italicae, Gallicae, Bohemicae, Hungaricae et Germanicae. Wien 1538, Singriener; bev. Molnár József; hasonmás kiad.; ELTE soksz., Bp., 1975 (Fontes ad historiam linguarum populorumque Uraliensium)
- Esopus fabulái Pesti Gábor szerint; vál., szerk., jegyz., utószó Ács Pál; Magvető, Bp., 1980 (Magyar hírmondó)
- A madarakról és a vadakról. Az aiszóposzi meséket magyarította Heltai Gáspár és Pesti Gábor; gyerekeknek átírta Ács Pál, Székely Júlia Anna; Móra, Bp., 1985
- Esopus hét fabulája; ford. Pesti Gábor, terv., ill., kötés Szász Regina, szerk. Francesco Maspero; bibliofil kiadv.; Borda Antikvárium, Bp., 1997
- Új Testamentum magyar nyelven. Az 1536-os kiadás szövege a mai magyar nyelvhez igazítva; ford. Pesti Mizsér Gábor, mai magyar nyelvhez igazította Jenei Béla, közrem. Jenei Miklós; Tinta, Bp., 2009
- Új Testamentum. Magyar nyelven eredeti betűkkel, mai betűkkel és mai olvasásra Harmath László által; ford. Pesti Mizsér Gábor; Pytheas–Harmath László, Bp., 2013